# Harriet Walter
Dame Harriet Mary Walter  (Londres, Inglaterra; 24 de septiembre de 1950) es una actriz de cine, televisión y teatro británica. Miembro de la compañía de teatro, Royal Shakespeare Company, ha parecido en numerosas producciones como A Midsummer Night's Dream (1979), The Duchess of Malfi (1989) o Three Birds Alighting on a Field (1991). Fuera de la compañía, ha hecho trabajos en Broadway como Mary Stuart (2009), por el cuál recibió su primera nominación a los Premios Tony a la mejor actriz principal.
En televisión, es conocida por interpretar a Natalie Chandler en la serie Law & Order: UK (2009-2014), a Clementine Churchill en The Crown (2016) y a Dasha en Killing Eve (2020). También ha tenido otros personajes recurrentes en series como: Downton Abbey (2013-2015), Succession (2018-2023) o Ted Lasso (2020-2023). En cine, ha participado en títulos como: The Magical Legend of the Leprechauns (1999), Chromophobia (2005), Atonement (2007), Broken Lines (2008), Rocketman (2019) o The Last Duel (2021).
Por todo ello, ha sido reconocida en los honores de año nuevo de 2000 por la reina Isabel II con la medalla de Comandante de la Orden del Imperio Británico (CBE) y en los honores de año nuevo de 2011 con la medalla Dama Comendadora  de la Orden del Imperio Británico (DBE) por sus labores a la actuación.

## Biografía
Es hija de Xandra Lee, sus tíos son los actores Christopher Lee y Gitte Lee, su prima es la actriz Christina Erika Lee. Estudió en la prestigiosa escuela London Academy of Music and Dramatic Art (LAMDA). En el 2000 fue galardonada con el premio CBE ("Comendadora de la Orden del Imperio Británico") por sus servicios al drama. Más tarde en el 2011 fue galardonada como "Dama Comandante de la Orden del Imperio Británico" por sus servicios al drama.
Salió por ocho años con el actor Peter Blythe, la pareja se comprometió en el 2004, sin embargo poco después ese mismo año, Peter murió debido a cáncer de hígado. Después de salir por dos años con el actor Guy "Guy Paul" Schuessle, la pareja se casó el 21 de mayo de 2011.

## Carrera
Harriet es propietaria de la compañía de teatro Net Curtains.
En teatro ha aparecido en producciones como Three Birds Alighting on a Field, Arcadia, Hedda Gabler, Ivanov, Mary Stuart, Nicholas Nickleby, A Midsummer Night's Dream, All's Well That Ends Well, The Castle, Three Sisters, The Duchess of Malfi, Macbeth, Much Ado About Nothing, entre otras...
En 2009 se unió al elenco principal de la serie británica Law & Order: UK donde interpretó a la inspectora de policía Natalie Chandler hasta el final de la sexta temporada en el 2012.
En 2013 apareció como invitada en un episodio de la serie Midsomer Murders donde dio vida a Diana Davenport durante el episodio "Death and the Divas", anteriormente había aparecido por primera vez en la serie en el 2005 donde interpretó a Margaret Winstanley en el episodio "Orchis Fatalis".
En 2014 se unió al elenco principal de la serie norteamericana The Assets donde interpreta a Jeanne Vertefeuille, una oficial retirada de la CIA.
En 2017 apareció como invitada en la cuarta temporada de la serie Black Sails donde interpretó a Marion Guthrie, la madre de la comerciante Eleanor Guthrie (Hannah New).
En 2019 tuvo una actuación protagónica en la serie de televisión de la cadena STARZ The Spanish Princess interpretando a lady Margaret Beaufort la madre del rey Enrique VII y abuela de Enrique VIII.

## Filmografía

### Series de televisión
| Año         | Título                       | Personaje                            | Notas                               |
| ----------- | ---------------------------- | ------------------------------------ | ----------------------------------- |
| 2023        | Silo                         | Martha Walker                        | Protagonista                        |
| 2023        | The Cleaner                  | Lisa                                 | 1 episodio                          |
| 2021        | Doctor Who                   | Jo Patterson                         | Episodio Revolution of the Daleks   |
| 2021–2023   | Ted Lasso                    | Deborah                              | 4 episodios                         |
| 2020        | Killing Eve                  | Dasha Duzman                         | 7 episodios                         |
| 2020        | Belgravia                    | Caroline, condesa de Brockenhurst    | 6 episodios                         |
| 2019        | The Spanish Princess         | Lady Margaret Beaufort               | 6 episodios                         |
| 2018–2023   | Succession                   | Lady Caroline Collingwood            | 7 episodios                         |
| 2017        | Black Sails                  | Marion Guthrie                       | 3 episodios                         |
| 2016        | The Crown                    | Clementine Churchill                 | 6 episodios                         |
| 2016        | Call the Midwife             | Sister Ursula                        | 3 episodios                         |
| 2015        | London Spy                   | Claire                               | 3 episodios - miniserie             |
| 2013 - 2015 | Downton Abbey                | Lady Shackleton                      | 4 episodios                         |
| 2014        | The Assets                   | Jeanne Vertefeuille                  | 8 episodios - miniserie             |
| 2013        | By Any Means                 | Sally Walker                         | episodio # 1.4                      |
| 2013        | Heading Out                  | Angela                               | 2 episodios                         |
| 2013        | Father Brown                 | Hermana Bernadette                   | episodio "The Bride of Christ"      |
| 2013        | Los asesinatos de Midsomer   | Diana Davenport                      | T15E4 "Death and the Divas"         |
| 2009 - 2012 | Law & Order: UK              | Natalie Chandler                     | 39 episodios                        |
| 2012        | Simon Schama's Shakespeare   | -                                    | 2 episodios - miniserie             |
| 2010        | This September               | Isobel Balmerino                     | 2 episodios                         |
| 2009        | Hunter                       | ACC Jenny Griffin/DSI Barclay's Boss | miniserie - 2 episodios             |
| 2008        | Little Dorrit                | Mrs. Gowan                           | 3 episodios                         |
| 2008        | Agatha Christie's Poirot     | Miss Bulstrode                       | episodio "Cat Among the Pigeons"    |
| 2008        | 10 Days to War               | Anne Campbell                        | episodio "Failure Is Not an Option" |
| 2008        | Fairy Tales                  | Charlotte Brooks                     | miniserie - episodio "Cinderella"   |
| 2008        | The Palace                   | Joanna Woodward                      | episodio # 1.1                      |
| 2007        | Trial & Retribution          | Jueza                                | episodio "Paradise Lost: Part 1"    |
| 2007        | Five Days                    | ACC Jenny Griffin                    | 2 episodios                         |
| 2006        | Doctors                      | Annie Fenton                         | 4 episodios                         |
| 2005        | Messiah: The Harrowing       | Maestra Robb                         | miniserie                           |
| 2005        | New Tricks                   | Madeleine                            | episodio # 2.3                      |
| 2004        | Los asesinatos de Midsomer   | Margaret Winstanley                  | T8E4 "Orchis fatalis"               |
| 2004        | Spooks                       | Deep Throat                          | episodio # 3.3                      |
| 2004        | Imagine                      | Madre                                | episodio "The Smoking Diaries"      |
| 2003        | My Uncle Silas               | Pamela Farrell                       | episodio "Shandy Lil"               |
| 2001        | Waking the Dead              | Annie Keel                           | 2 episodios                         |
| 2000        | Black Cab                    | Jane                                 | episodio "Busy Body"                |
| 1999        | Dalziel and Pascoe           | Mary Waddell                         | episodio "Time to Go"               |
| 1998 - 1999 | Unfinished Business          | Amy                                  | 12 episodios                        |
| 1997        | A Dance to the Music of Time | Mildred                              | miniserie - episodio "The Thirties" |
| 1994        | Hard Times                   | Rachel                               | 4 episodios                         |
| 1993        | Performance                  | Mrs. Dorothy Maitland                | episodio "The Maitlands"            |
| 1993        | Inspector Morse              | Dra. Esther Martin                   | episodio "The Day of the Devil"     |
| 1991        | Ashenden                     | Giulia Lazzari                       | miniserie                           |
| 1991        | The Men's Room               | Charity Walton                       | miniserie - 5 episodios             |
| 1991        | Screen Two                   | Amelia Cleverly                      | episodio "They Never Slept"         |
| 1989        | Theatre Night                | Sheila                               | episodio "Benefactors"              |
| 1987        | A Dorothy L. Sayers Mystery  | Harriet Vane                         | 10 episodios                        |
| 1986        | Girls on Top                 | Actriz                               | episodio "Mr. Yummy Brownie"        |
| 1985        | The Price                    | Frances Carr                         | miniserie - 6 episodios             |
| 1978, 1980  | Play for Today               | Cathy Raine                          | 2 episodios                         |
| 1979        | Rebecca                      | Clarice                              | episodio # 1.3                      |

### Películas
| Año  | Título                                | Personaje                    | Notas                                                                                     |
| ---- | ------------------------------------- | ---------------------------- | ----------------------------------------------------------------------------------------- |
| 2021 | The Last Duel                         | Nicole de Buchard            | junto a Matt Damon, Adam Driver, Jodie Comer, Ben Affleck y Nathaniel Parker              |
| 2020 | Herself                               | Peggy                        | junto a Clare Dunne, Conleth Hill, Cathy Belton, Rebecca O'Mara y Ian Lloyd Anderson      |
| 2019 | Rocketman                             | Helena Piena                 | junto a Taron Egerton, Jamie Bell, Richard Madden, Bryce Dallas Howard y Gemma Jones      |
| 2016 | El sentido de un final                | -                            | junto a Michelle Dockery, Emily Mortimer, Charlotte Rampling, Jim Broadbent y Freya Mavor |
| 2014 | Man Up                                | Fran                         | junto a Simon Pegg, Rory Kinnear, Ophelia Lovibond y Stephen Campbell Moore               |
| 2014 | Suite française                       | Vizcondesa de Montmort       | junto a Margot Robbie, Michelle Williams, Ruth Wilson, Sam Riley y Alexandra Maria Lara   |
| 2012 | The Wedding Video                     | Alex                         | junto a Lucy Punch, Miriam Margolyes, Rufus Hound y Olegar Fedoro                         |
| 2012 | The Domino Effect                     | Ann                          | junto a Theo James, Isabella Gielniak, Sakina Jaffrey y Manish Dayal                      |
| 2011 | The Door                              | Mujer con ojos tristes       | corto - junto a Elliot Cowan, Michael Culkin, Charles Dance y Tobias Menzies              |
| 2009 | From Time to Time                     | Lady Gresham                 | junto a Timothy Spall, Maggie Smith, Dominic West y Douglas Booth                         |
| 2009 | Chéri                                 | La Loupiote                  | junto a Michelle Pfeiffer, Rupert Friend, Kathy Bates y Toby Kebbell                      |
| 2009 | The Young Victoria                    | Reina Adelaide               | junto a Emily Blunt, Rupert Friend, Paul Bettany y Miranda Richardson                     |
| 2009 | A Short Stay in Switzerland           | Clare                        | junto a Julie Walters, Stephen Campbell Moore, Liz White y Michelle Fairley               |
| 2009 | Morris: A Life with Bells On          | Maestra Compton Chamberlayne | junto a Naomie Harris, Ian Hart y Derek Jacobi                                            |
| 2008 | Abraham's Point                       | Ms. Nemeth                   | junto a Christian McKay y Mackenzie Crook                                                 |
| 2008 | Broken Lines                          | Leah                         | junto a Paul Bettany, Olivia Williams, Dan Fredenburgh y Doraly Rosa                      |
| 2007 | Ballet Shoes                          | Dra. Smith                   | junto a Emma Watson, Emilia Fox, Marc Warren, Gemma Jones y Eileen Atkins                 |
| 2007 | Atonement                             | Emily Tallis                 | junto a Saoirse Ronan, James McAvoy, Keira Knightley y Juno Temple                        |
| 2006 | Babel                                 | Lilly                        | junto a Brad Pitt, Cate Blanchett, Mohamed Akhzam y Peter Wight                           |
| 2006 | Marple: Sleeping Murder               | Duquesa de Malfi             | junto a Geraldine McEwan, Martin Kemp, Sophia Myles y Anna-Louise Plowman                 |
| 2005 | Chromophobia                          | Penelope Aylesbury           | junto a Ben Chaplin, Ralph Fiennes, Ian Holm, Damian Lewis y Kristin Scott Thomas         |
| 2004 | London                                | Virginia Woolf               | junto a Jim Carter, Natalie Cassidy y Derek Jacobi                                        |
| 2003 | Frankenstein: Birth of a Monster      | Mary Wollstonecraft          | junto a David Schofield, Lucy Davenport, Stephen Mangan y Ronan Vibert                    |
| 2003 | Bright Young Things                   | Lady Metroland               | junto a Jim Carter, David Tennant y Jim Broadbent                                         |
| 2003 | My Uncle Silas II                     | Pamela Farrell               | junto a Albert Finney, Sue Johnston y Joe Prospero                                        |
| 2002 | George Eliot: A Scandalous Life       | Mary Ann Evans/George Eliot  | junto a Maureen Lipman, John Sessions y James Wilby                                       |
| 2002 | Villa des roses                       | Olive Burrell                | junto a Julie Delpy, Shaun Dingwall y Shirley Henderson                                   |
| 2001 | Macbeth                               | Lady Macbeth                 | junto a Richard Armitage, Antony Sher y Robert Whitelock                                  |
| 1999 | The Magical Legend of the Leprechauns | Reina Morag                  | junto a Randy Quaid, Whoopi Goldberg, Roger Daltrey y Orla Brady                          |
| 1999 | Onegin                                | Madame Larina                | junto a Ralph Fiennes, Liv Tyler, Toby Stephens, Lena Headey y Alun Armstrong             |
| 1998 | Norman Ormal: A Very Political Turtle | Felicity Ormal               | junto a Harry Enfield, Robert Whitelock y James D'Arcy                                    |
| 1998 | Bedrooms and Hallways                 | Sybil                        | junto a Kevin McKidd, Jennifer Ehle, James Purefoy, Hugo Weaving y Tom Hollander          |
| 1998 | The Governess                         | Mrs. Cavendish               | junto a Minnie Driver, Tom Wilkinson y Jonathan Rhys Meyers                               |
| 1997 | Keep the Aspidistra Flying            | Julia Comstock               | junto a Richard E. Grant, Helena Bonham Carter y Jim Carter                               |
| 1996 | The Leading Man                       | Liz Flett                    | junto a Jon Bon Jovi, Anna Galiena, Lambert Wilson y Thandie Newton                       |
| 1995 | Sense and Sensibility                 | Fanny Ferrars Dashwood       | junto a Tom Wilkinson, Kate Winslet, Emma Thompson, Gemma Jones y Hugh Grant              |
| 1994 | A Man You Don't Meet Every Day        | Charlotte                    | junto a Richard Hawley, Colum Convey, Conleth Hill y John Keegan                          |
| 1993 | The Hour of the Pig                   | Jeannine Martinc             | junto a Colin Firth, Ian Holm, Michael Gough y Jim Carter                                 |
| 1991 | Bye Bye Columbus                      | Reina Isabella               | junto a Daniel Massey, Simon Callow y John Turner                                         |
| 1990 | Milou en Mai                          | Lily                         | junto a Miou-Miou, Michel Piccoli, François Berléand y Dominique Blanc                    |
| 1989 | La Nuit Miraculeuse                   | -                            | junto a Hiam Abbass y Simon Abkarian                                                      |
| 1985 | The Good Father                       | Emmy Hooper                  | junto a Anthony Hopkins, Jim Broadbent, Stephen Fry y Miriam Margolyes                    |
| 1985 | Turtle Diary                          | Harriet Sims                 | junto a Glenda Jackson, Ben Kingsley y Richard Johnson                                    |
| 1984 | Reflections                           | Ottilie Garinger             | junto a Gabriel Byrne, Donal McCann y Fionnula Flanagan                                   |
| 1984 | Amy                                   | Amy Johnson                  | junto a Robert Pugh                                                                       |
| 1981 | The Cherry Orchard                    | Varya                        | junto a Judi Dench, Bill Paterson y Anton Lesser                                          |
| 1981 | The French Lieutenant's Woman         | -                            | junto a Meryl Streep y Jeremy Irons                                                       |
| 1974 | Licking Hitler                        | -                            | -                                                                                         |

### Teatro
| Año        | Obra                             | Personaje         | Director         | Teatro                              | Notas                                                   |
| ---------- | -------------------------------- | ----------------- | ---------------- | ----------------------------------- | ------------------------------------------------------- |
| 2010       | All's Well That Ends Well        | Helena            | -                | Royal Shakespeare Company           | -                                                       |
| 2010       | Women Beware Women               | Livia             | Marianne Elliott | Royal National Theatre              | junto a Samuel Barnett, Nick Blood y Vanessa Kirby      |
| 2005, 2009 | Mary Stuart                      | Elizabeth I       | Phyllida Lloyd   | Donmar Warehouse                    | junto a Guy Schuessle, Guy Henry y Janet McTeer         |
| 2007       | Fallujah                         | Sasha             | -                | Old Truman Brewery                  | -                                                       |
| 2006       | Anthony & Cleopatra              | Cleopatra         | -                | Royal Shakespeare y Novello Theatre | -                                                       |
| 2003       | The Deep Blue Sea                | Hester            | -                | -                                   | -                                                       |
| 2003       | US and THEM                      | Lori              | -                | Hampstead Theatre                   | -                                                       |
| 2002       | Dinner                           | Paige             | Moira Buffini    | Royal National Theatre              | junto a Nicholas Farrell y Catherine McCormack          |
| 2002       | Much Ado About Nothing           | Beatrice          | Gregory Doran    | The Haymarket Theatre               | junto a Nicholas Le Prevost, Gary Waldhorn y Clive Wood |
| 2001, 2002 | The Royal Family                 | Julie             | Peter Hall       | Royal National Theatre              | junto a Judi Dench, Peter Bowles y Toby Stephens        |
| 2000       | The Hollow Crown                 | -                 | -                | Royal Shakespeare Company           | -                                                       |
| 2000       | Life X 3                         | Sonia             | -                | Royal National Theatre              | -                                                       |
| 1999       | Macbeth                          | Lady Macbeth      | Gregory Doran    | Royal Shakespeare Company           | junto a Antony Sher, Ken Bones y Nigel Cooke            |
| 1997       | Ivanov                           | Anna              | -                | Almeida Theatre                     | junto a Ralph Fiennes y Bill Paterson                   |
| 1996       | Hedda Gabler                     | -                 | -                | Chichester Festival Theatre         | -                                                       |
| 1996       | Sweet Panic                      | Anne Marie        | -                | -                                   | -                                                       |
| 1995       | Old Times                        | -                 | -                | Wyndham's Theatre                   | -                                                       |
| 1994       | The Children's Hour              | -                 | -                | National Theatre                    | -                                                       |
| 1993       | La Música                        | Anne Marie        | -                | -                                   | -                                                       |
| 1993       | Arcadia                          | Lady Croom        | -                | Royal National Theatre              | -                                                       |
| 1991       | Three Birds Alighting on a Field | Biddy             | -                | Royal Court Theatre                 | junto a Patti Love y David Bamber                       |
| 1989, 1990 | The Duchess of Malfi             | Duquesa           | -                | Royal Shakespeare Company           | -                                                       |
| 1987       | Three Sisters                    | Masha             | -                | Royal Shakespeare Company           | -                                                       |
| 1987       | A Question Of Geography          | Dacha             | John Caird       | The Pit Theatre                     | junto a Clive Russell, Linus Roache y Peter Polycarpou  |
| 1987       | Twelfth Night                    | Viola             | Bill Alexander   | Royal Shakespeare Company           | junto a Donald Sumpter, John Carlisle y Deborah Findlay |
| 1987       | Cymbeline                        | Imogen            | -                | Royal Shakespeare Company           | -                                                       |
| 1987       | A Fair Quarrel                   | -                 | -                | National Theatre                    | -                                                       |
| 1987       | The Merchant of Venice           | Portia            | -                | Royal Exchange Theatre              | -                                                       |
| 1985       | The Castle                       | Skinner           | -                | Royal Shakespeare Company           | -                                                       |
| 1984       | The Lucky Chance                 | -                 | -                | Royal Court Theatre                 | -                                                       |
| 1981, 1982 | All's Well That Ends Well        | Helena            | Trevor Nunn      | Barbican Theatre                    | junto a Peggy Ashcroft, Mike Gwilym y Philip Franks     |
| 1981       | The Seagull                      | Lily              | -                | Royal Court Theatre                 | -                                                       |
| 1981       | Henry IV                         | Lady Percy        | -                | Royal Shakespeare Company           | -                                                       |
| 1981       | The Witch of Edmondton           | Winefride         | -                | Royal Shakespeare Company           | -                                                       |
| 1981       | The Twin Rivals                  | Constance         | -                | Royal Shakespeare Company           | -                                                       |
| 1981       | A Midsummer Night's Dream        | Helena            | -                | Royal Shakespeare Company           | -                                                       |
| 1980       | Nicholas Nickleby                | Madeleine         | -                | Royal Shakespeare Company           | -                                                       |
| 1980       | Hamlet                           | Ophelia           | Richard Eyre     | Royal Court Theatre                 | junto a Jonathan Pryce, Michael Elphick y Jill Bennett  |
| 1980       | Could Nine                       | Victoria y Edward | Richard Eyre     | Royal Court Theatre                 | -                                                       |

## Premios y nominaciones
| Año  | Categoría                                   | Premio                         | Obra/Película/Serie                                    | Resultado |
| ---- | ------------------------------------------- | ------------------------------ | ------------------------------------------------------ | --------- |
| 2009 | Best Performance for a Leading Actress      | Tony Award                     | Mary Stuart                                            | Nominada  |
| 2002 | Best Actress                                | British Independent Film Award | Villa des roses                                        | Nominada  |
| 2001 | Best Actress                                | Laurence Olivier Theatre Award | Life X 3                                               | Nominada  |
| 1993 | Supporting Actress in a Movie or Miniseries | CableACE Award                 | Ashenden                                               | Nominada  |
| 1989 | Actress of the Year in a Revival            | Laurence Olivier Theatre Award | Twelfth Night, A Question of Geography & Three Sisters | Ganadora  |